# Emma van Provence
Emma van Provence (ca.1007 - 1062) was van 1037 tot haar dood gravin van Provence, ze was een telg uit de familie van de Bosoniden.

## Biografie
Emma was een dochter van Rotbold II van Provence en Ermengarde van Bourgondië. In 1019 trouwde ze met graaf Willem III van Toulouse. In 1037 stierven haar kinderloze broer Willem III van Provence en haar man en zo werd ze erfgenaam van het graafschap Provence en het graafschap Toulouse. Haar zoon Pons van Toulouse volgde zijn vader op, maar stierf in het jaar 1060. Haar neef Godfried van Provence stierf voor haar (1061/1062). Het graafschap Provence kwam in handen van de twee zonen van Fulco van Provence, Bertrand I en Godfried van Forcalquier. Beide broers stierven in 1065/1067 en de kleinzoon van Emma, Willem IV van Toulouse eiste het graafschap Provence op in haar naam en noemde zich markies van Provence.